# Liberty Meadows
Liberty Meadows is een Zuid-Koreaans-Amerikaanse stripreeks geschreven en getekend door Frank Cho. Het gaat over een rustoord voor dieren.
In Nederland zijn er tot nu toe 3 albums bij uitgeverij Don Lawrence Collection verschenen en werd de strip van 2010 tot 2017 in stripblad Eppo gepubliceerd.

## Stijl
Cho mengt verschillende stijlen bij het tekenen van Liberty Meadows. Een groot deel van de hoofd- en bijpersonen zijn getekend als antropomorfe dieren, in navolging van tekenaar Walt Kelly. Cho gebruikt Dave Stevens pin-up-stijl bij het tekenen van dierenverzorger Brandy Carter. Ook doen regelmatig superhelden, grote apen en dinosauriërs hun intrede in een aflevering, in een eerbetoon aan illustratoren zoals Frank Frazetta en Barry Windsor-Smith (illustrator van Conan). Cho gebruikt tevens vaak verwijzingen naar andere stripfiguren. Onder andere Calvin & Hobbes, Lil Abner, Hägar de Verschrikkelijke, Dilbert, en Cathy speelden gastrollen in de strip.

## Albums
1. Voor pillen en praatjes
2. Knuffels op recept
3. Patiënten in het wild